# Torneo Profesional de Conayes de 1964
El Torneo Profesional de Conayes de 1964 (conocido en inglés como 1964 Conayes Professional Tournament) fue un torneo profesional de snooker que se celebró en la localidad inglesa de Blackheath entre el 16 y el 21 de marzo de 1964. John Pulman, que se impuso a Fred Davis en la final, se proclamó campeón.

## Resultados

### Partidos
| Jugador      | Resultado | Jugador      | Ref.  |
| ------------ | --------- | ------------ | ----- |
| John Pulman  | 3–2       | Jackie Rea   | [ 2 ] |
| Fred Davis   | 3–2       | Rex Williams | [ 3 ] |
| Rex Williams | 3–2       | John Pulman  | [ 3 ] |
| Fred Davis   | 3–2       | Jackie Rea   | [ 3 ] |
| Rex Williams | 5–0       | Jackie Rea   | [ 4 ] |
| John Pulman  | 3–2       | Fred Davis   | [ 4 ] |
| Fred Davis   | 4–1       | Rex Williams | [ 5 ] |
| John Pulman  | 4–1       | Jackie Rea   | [ 5 ] |
| Fred Davis   | 4–1       | Jackie Rea   | [ 6 ] |
| John Pulman  | 4–1       | Rex Williams | [ 6 ] |
| John Pulman  | 3–2       | Fred Davis   | [ 7 ] |
| Jackie Rea   | 3–2       | Rex Williams | [ 7 ] |

### Clasificación
La clasificación final quedó de la siguiente manera:
| Posición   | Jugador      | PJ | PG | PP | MG | MP |
| ---------- | ------------ | -- | -- | -- | -- | -- |
| Ganador    | John Pulman  | 6  | 5  | 1  | 19 | 11 |
| Subcampeón | Fred Davis   | 6  | 4  | 2  | 18 | 12 |
| 3.         | Rex Williams | 6  | 2  | 4  | 14 | 16 |
| 4.         | Jackie Rea   | 6  | 1  | 5  | 9  | 21 |